# Martigny, Manche

Martigny este o comună în departamentul Manche, Franța. În 1 ianuarie 2018 avea o populație de 278 de locuitori.